# Naima Bakkal
Pour les articles homonymes, voir Bakkal.
Naima Bakkal, née le 28 août 1990, est une taekwondoïste marocaine.

## Carrière
Naima Bakkal est médaillée d'argent des moins de 62 kg aux championnats d'Afrique 2009 à Yaoundé, médaillée de bronze des moins de 62 kg aux Jeux panarabes de 2011 à Doha et obtient la médaille de bronze des moins de 53 kg aux championnats d'Afrique 2016 à Port-Saïd. Elle est éliminée en repêchage des moins de 57 kg aux Jeux olympiques d'été de 2016 par la Belge Raheleh Asemani.